# M102 (天体)
M102は、シャルル・メシエが作成したメシエカタログに記載された天体。しかし、記載された位置には該当する天体が存在しない「行方不明のメシエ天体」の一つである。

## 概要
メシエカタログに記載されながらその位置には該当する天体がない「行方不明のメシエ天体」は5つあった。M102を除く4つは同定されたが、M102は21世紀においても議論の種となっている。

## 観測史
1781年3月から4月にかけてピエール・メシャンが発見したが、メシャンは2年後の1783年5月に書簡の中で「M101を見誤ったと」してM102の発見を自ら否定している。メシエはM102について「うしかい座ο星とりゅう座ι星の間にある非常に淡い星雲で、6等級の星に近接している」と記している。

## M102の候補

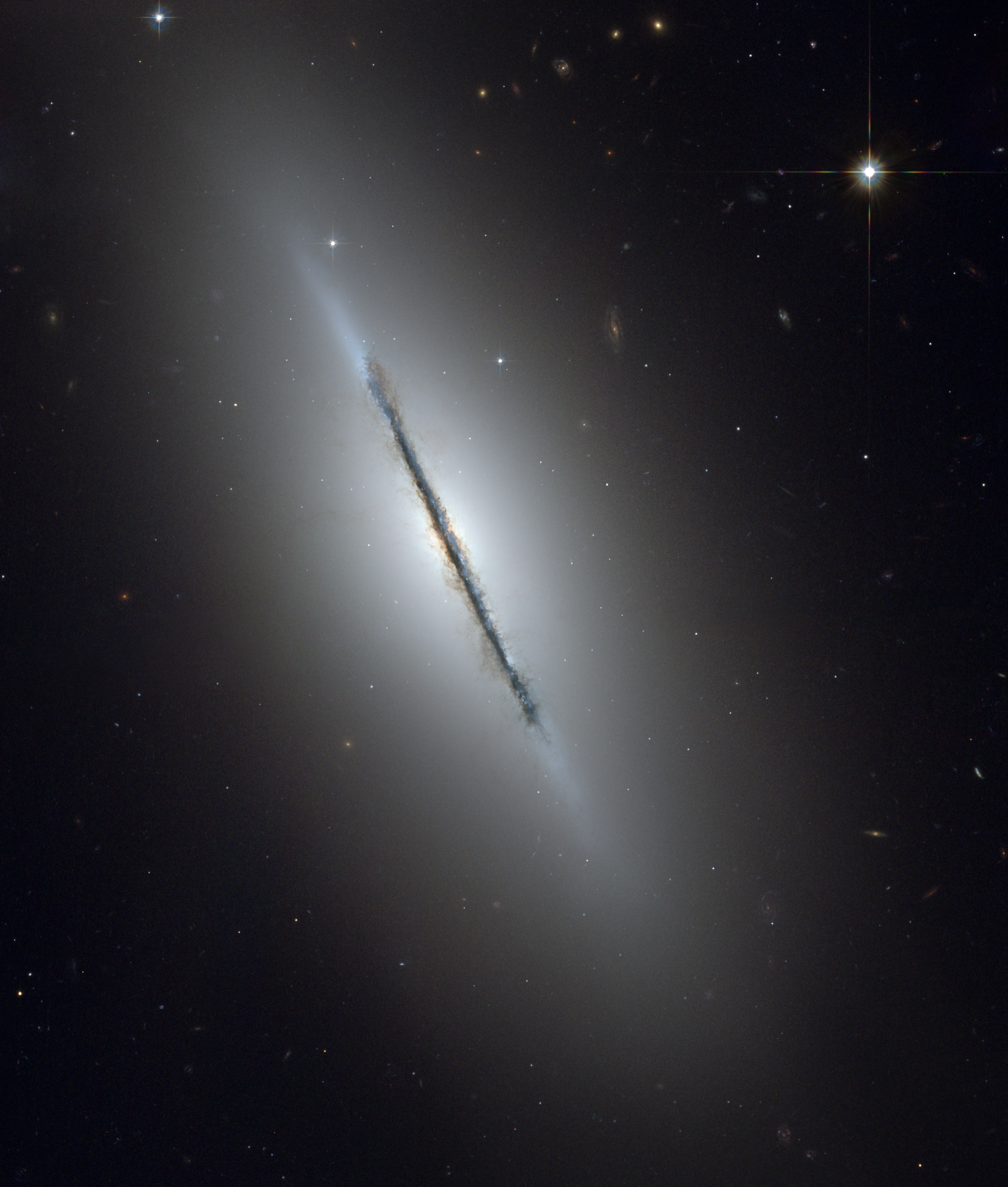
M102の候補天体 NGC 5866

M102には、M101の重複とする説や、NGC 5866、NGC 5879、NGC 5907、NGC 5908 などを候補天体とする説がある。また、メシエが記述した「りゅう座ι星」は「へび座ι星」の誤りで、NGC 5928ではないかとする説もある。
- NGC 5866 - りゅう座のレンズ状銀河。メシエカタログに記載された位置から近い位置にあり、メシャンもメシエもこの天体を確実に観測していたことから、この天体をM102とする説が有力視されており[2]、SIMBADでもM102とNGC 5866を関連付けている[6]。